# Tomáš Baťa
Tomáš Baťa ([ˈtomaːʃ ˈbaca]; Zlín, 3 aprile 1876 – Otrokovice, 12 luglio 1932) è stato un imprenditore ceco, fondatore dell'azienda Bata, una delle più grandi multinazionali nella produzione e distribuzione delle calzature. La sua carriera fu interrotta quando morì in un incidente aereo a causa del maltempo.
Il fratellastro di Baťa, Jan Antonín Baťa, rilevò la sua azienda, espandendola durante la Grande Depressione. La seconda guerra mondiale provocò la grande distruzione dell'attività. Dopo l'instaurazione dei governi comunisti in Cecoslovacchia e in altri paesi dell'Europa orientale, furono nazionalizzate.
Il figlio di Tomáš, Thomas J. Bata, dopo essersi trasferito in Canada nel 1939, al tempo dell'invasione nazista e dell'annessione della Cecoslovacchia, ricostruì e ampliò la produzione di scarpe con il nome dell'azienda.

## Biografia
Baťa nacque a Zlín, Austria Ungheria (oggi Repubblica Ceca) discendente di una famiglia di calzolai da ben otto generazioni.

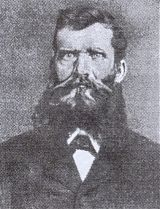
Antonin Bata (padre)

Quando Tomás aveva appena dieci anni, rimase orfano di madre e il padre, Antonin, poco dopo si risposò. Tomás iniziò presto ad aiutare il padre nella sua attività di imprenditore calzaturiero e, quando era quattordicenne, fu posto posto dal padre a capo delle vendite. Tomás intuì che la tecnologia poteva rivoluzionare il settore calzaturiero e cercò di convincere il padre a modernizzare il laboratorio. Constata la diffidenza del padre per le moderne tecnologie, Tomás decise di mettersi in proprio e di avviare una propria azienda assieme ai fratelli Antonin e Anna. 

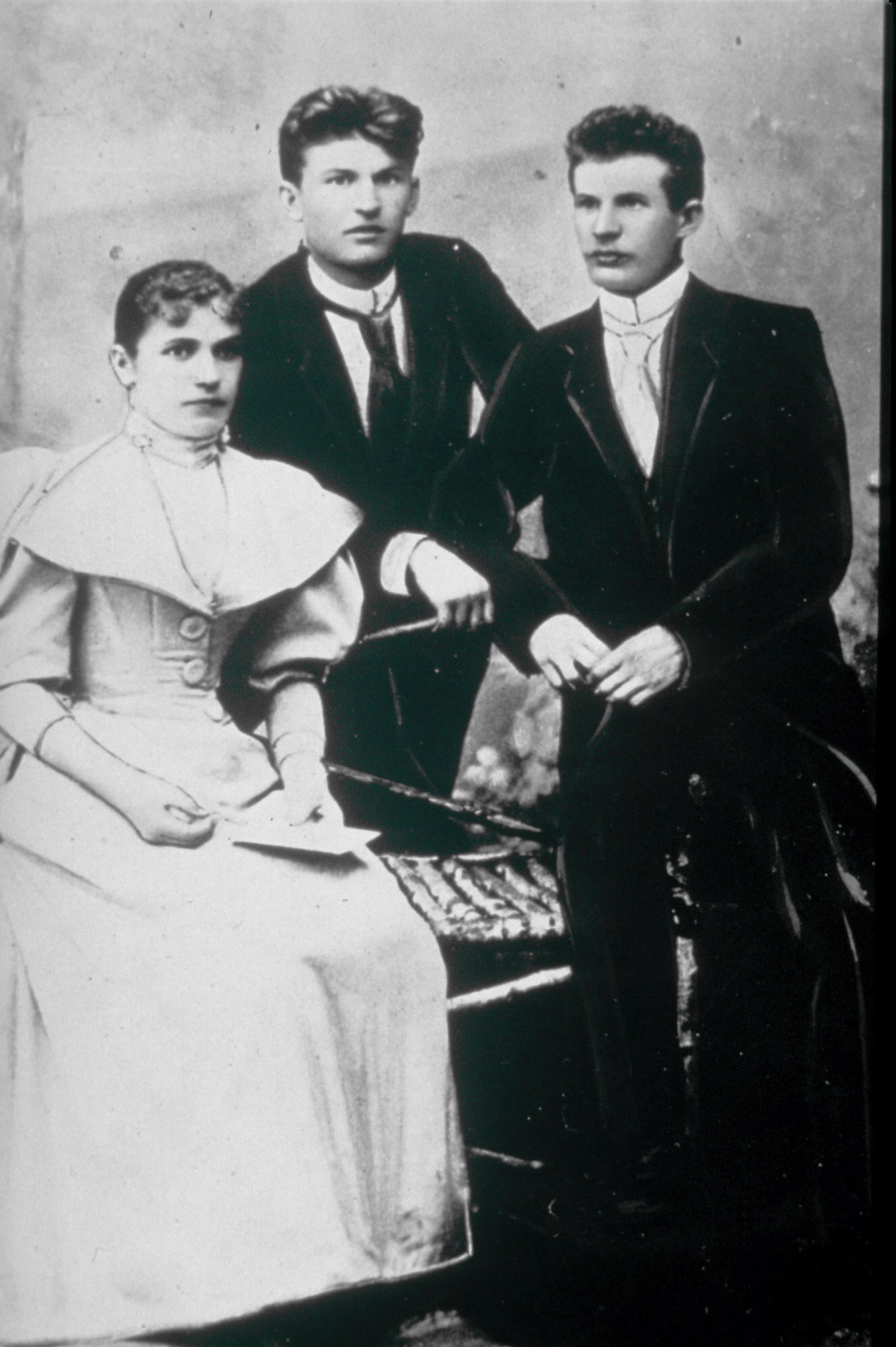
Anna, Tomás e Antonin Bata

Con 800 scellini austriaci ereditati dalla madre (equivalenti a circa 320 dollari), il 24 agosto 1894 i tre fratelli fondarono e registrarono la T. & A. Bata Shoe Company.
Nel 1904, Baťa si recò a Lynn, una città fuori Boston, Massachusetts, negli Stati Uniti, che allora era il centro della produzione mondiale di calzatureLavorò su una catena di montaggio e imparò a conoscere i suoi macchinari, come la laminatrice automatizzata di Matzeliger. Al suo ritorno iniziò a meccanizzare la produzione e nel 1927 introdusse una catena di montaggio a Zlín. Con una produzione moderna e la vendita al dettaglio a lunga distanza, Baťa modernizzò l'industria calzaturiera. Fin dall'inizio l'azienda si sviluppò rapidamente nella produzione e i suoi profitti aumentarono.
Tomáš Baťa ottenne il controllo esclusivo dell'azienda nel 1908 dopo la morte di suo fratello Antonín Baťa di tubercolosi. Tomáš fece entrare nell'azienda due dei suoi fratelli minori, Jan e Bohuš. La prima guerra mondiale creò una forte domanda di scarpe militari da parte dell'Esercito imperiale dell'Austria-Ungheria; l'azienda aumentò così la produzione. Durante il periodo tra le due guerre, Baťa visitò nuovamente gli Stati Uniti, per osservare i progressi nello stabilimento River Rouge di Henry Ford a Deaborn, nel Michigan. Al suo ritorno, iniziò ad avviare decentralizzazione delle operazioni.
Baťa riconobbe le esigenze dei suoi clienti, il cui potere d'acquisto era stato notevolmente ridotto nel periodo successivo alla guerra, e ampliò la sua offerta per produrre scarpe a basso costo per il grande pubblico. Fondò anche fabbriche e aziende in altri paesi, tra cui Polonia, Jugoslavia, Francia, Paesi Bassi, Danimarca, Regno Unito e, lontano dall'Europa, Stati Uniti e India. A queste fabbriche venne consentito di essere autosufficienti e autonome nelle strategie di progettazione, produzione e distribuzione, per poter soddisfare la popolazione locale. All'inizio degli anni '30, Bata aveva portato l'impresa Baťa e la Cecoslovacchia a diventare i principali esportatori di calzature al mondo.

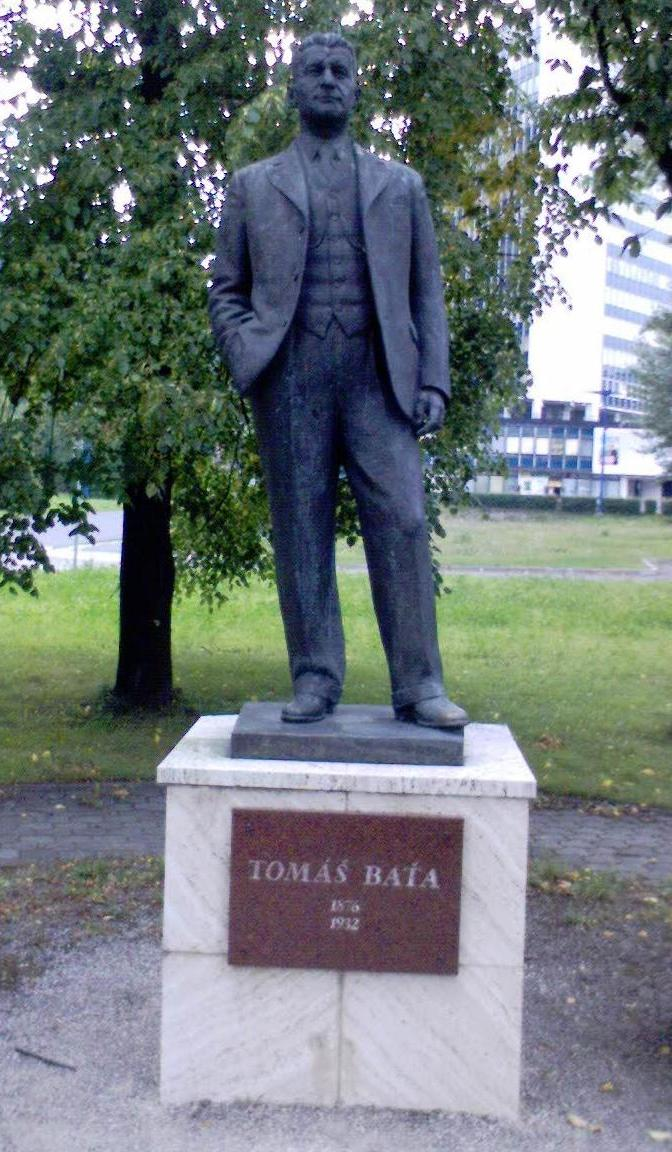
Tomáš Baťa (Svit, Slovacchia)

Baťa era considerato un sostenitore del taylorismo, del funzionalismo  e un sostenitore di molti aspetti del movimento delle Città Giardino.

### Sindaco di Zlín
A Bata furono attribuiti gli sforzi per modernizzare la sua città natale, sia attraverso l'occupazione che attraverso la costruzione di strutture abitative, rendendolo un cittadino molto popolare. Venne anche eletto sindaco di Zlín. Baťa fu considerato un uomo d'affari con un acuto senso di coscienza sociale. È stato citato da molti come uno dei primi pionieri dei programmi di welfare e promozione sociale dei dipendenti.

### Morte
La mattina del 12 luglio 1932 Baťa voleva volare dall'aeroporto di Baťov a Basilea, in Svizzera, con il suo aereo privato intorno alle 5 del mattino dopo aver affidato al figlio diciottenne la direzione della costruzione di una nuova fabbrica a Möhlin. Sebbene il suo pilota privato, Jindřich Brouček, non volesse rischiare il decollo a causa della fitta nebbia, Baťa ordinò ugualmente di decollare. Il Junkers F 13 con la targa D-1608 si schiantò otto minuti dopo il decollo alle 5:58 in un luogo chiamato “Na bahňáku” non lontano dalla cartiera, uccidendo Baťa e il suo pilota. Furono sepolti uno accanto all'altro nel nuovo cimitero forestale di Zlín il 14 luglio 1932.

## Riconoscimenti
Prendono il nome da Baťa:
- la strada principale di Zlín
- l'Università Tomáš Bata di Zlín (Univerzita Tomáše Bati ve Zlíně), fondata nel 2001
- l'aeroporto di Zlín
- un canale nella regione della Moravia meridionale (Baťův kanál)
- la medaglia Premio Baťa

### Film
- Bata – un calzolaio conquista il mondo, Arte/CT 2018